# Mbarara University of Science and Technology
Mbarara University of Science and Technology (MUST) – ugandyjska uczelnia w Mbarara.

## Historia
Uniwersytet powstał w październiku 1989 po przekształceniu Wydziału Fizyki School of Midwifery.

## Wydziały
Na uniwersytecie działają następujące wydziały:
- Wydział Medycyny (ang. Faculty of Medicine)
- Wydział Nauk Ścisłych (ang. Faculty of Science)
- Wydział Nauk Stosowanych (ang. Faculty of Applied Sciences)
- Instytut Informatyki (ang. Institute of Computer Science)
- Instytut Nauk o Zarządzaniu (ang. Institute of Management Sciences)
- Instytut Interdyscyplinarnych Szkoleń i Badań Naukowych (ang. Intitute of Interdisciplinary Training and Research)
- Instytut Ochrony Lasu Tropikalnego (ang. Institute of Tropical Forest Conservation)
- Instytut Macierzyństwa Nowonarodzonych i Zdrowia Dziecka (ang. Maternal Newborn and Child Health Institute).